# Schema di classificazione
Uno schema di classificazione è la struttura di un sistema di classificazione, così com'è espressa dalle categorie concettuali, dalle articolazioni e relazioni gerarchiche sue proprie e dall'insieme dei simboli designati a rappresentarle.

## Descrizione
I suoi ambiti d'applicazione sono tipicamente tre: una disciplina, un settore di attività o l'intero complesso del sapere umano. Nei tre casi prospettati si parla rispettivamente di schemi di classificazione disciplinare, settoriale e universale (o enciclopedico).
In uno schema di classificazione i contenuti si ripartiscono in diversi livelli, dal generale al particolare. Ad esempio, se i livelli sono tre lo schema può prevedere che al primo livello si trovino i contenuti più generali, al secondo quelli intermedi ed al terzo quelli più dettagliati. Il modello per tale classificazione è lo schema da albero: 
- l'insieme dei contenuti corrisponde alla radice (posta al livello 0);
- i nodi diretti discendenti dal tronco (collocati al livello 1) corrispondono alle categorie maggiori;
- i nodi diretti discendenti dai rami principali (livello 2) corrispondono alle categorie intermedie;
- i nodi diretti discendenti dai rami secondari (livello 3) corrispondono alle categorie più dettagliate. Nello schema citato supponiamo che questi ultimi non abbiano discendenti, sottocategorie. Essi sono detti “nodi foglia”.

## Utilizzo per la classificazione
Biblioteche ed emeroteche
Gli schemi di classificazione vengono utilizzati prevalentemente per scopi di catalogazione bibliografica: applicazioni tipiche si trovano nell'ambito delle biblioteche e delle emeroteche.
Il personale addetto alla classificazione dei libri di una biblioteca o degli articoli di una rivista inserisce ciascun documento, libro o articolo, in una o più categorie di uno schema. In questo modo segnala che all'interno del documento si trovano contenuti che appartengono a determinate categorie:
- L'attribuzione di una sola categoria dettagliata dimostra che il classificatore ritiene che il libro o l'articolo riguardi conoscenze specifiche ben definite;
- L'attribuzione di una categoria maggiore, cioè molto comprensiva, significa invece che il documento tocca tutti gli argomenti (o la maggioranza) che afferiscono a questa parte della disciplina o del settore, senza tuttavia entrare nello specifico di nessuna;
- L'attribuzione di più categorie sta a significare che il documento classificato ha una natura composita.

Dalle categorie assegnate a un libro di una biblioteca o a un articolo di un periodico si possono ottenere utili indicazioni sui documenti che trattano gli stessi contenuti concernenti le diverse categorie dei vari livelli di dettaglio. Da queste indicazioni si possono avere buoni orientamenti sulle conoscenze accessibili negli scaffali di una biblioteca o nei numeri di una rivista.
Aziende
Un altro campo di impiego degli schemi di classificazione è quello della gestione documentale all'interno delle aziende per le quali la conoscenza e/o l'esperienza maturata sia un capitale da sfruttare. Sempre più, infatti, i software a supporto del knowledge management presentano la possibilità di definire uno schema di classificazione ben strutturato in modo che i contributi portati da ogni membro della comunità (utenti) possano essere ben descritti dalla classificazione e quindi efficacemente recuperati e riutilizzati da altri. 

In conclusione, l'operazione di classificazione di un documento, ossia la sua associazione alle categorie di uno schema di classificazione, diventa parte integrante, e fondamentale, della creazione della conoscenza.

### Esempi
Sono oggi disponibili schemi di classificazione ricchi d'informazioni, curati da gruppi di studiosi e aggiornati a ogni ora del giorno.
Tre schemi importanti concepiti per una disciplina specifica sono: 
- MSC 2010, Classificazione delle ricerche matematiche;
- PACS2003, Schema di classificazione per fisica e astronomia;
- Computing Classification System (CCS), per le pubblicazioni sul computer ed il calcolo automatico.

Tra gli schemi universali vi sono i seguenti:
- Classificazione decimale Dewey (Dewey Decimal Classification o DDC);
- Classificazione decimale universale (Universal Decimal Classification o UDC);
- Classificazione della Biblioteca del Congresso;
- Classificazione Colon;
- Schema di classificazione dell'UNESCO.